# Picuitäubchen

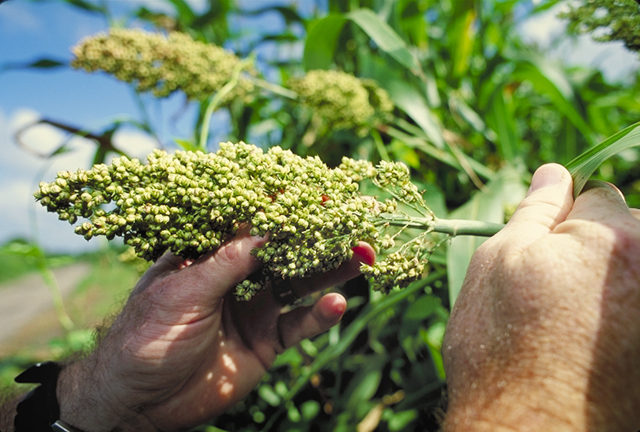
Sorghum spielt in der Ernährung des Picuitäubchens eine große Rolle

Das Picuitäubchen (Columbina picui) ist eine Art der Taubenvögel, die zur Unterfamilie der Amerikanischen Kleintauben gerechnet wird. Die Art kommt ausschließlich in Südamerika vor. Die Art gilt als nicht gefährdet. 

## Erscheinungsbild
Das Picuitäubchen erreicht eine Körperlänge von 18 Zentimetern. Die Art entspricht damit der Körpergröße eines Stars und ist etwas größer als ein Diamanttäubchen. Verglichen zu anderen Arten der Gattung Columbina ist das Picuitäubchen etwas langschwänziger. Ein Geschlechtsdimorphismus ist vorhanden. Das Gefieder des Weibchens ist insgesamt etwas bräunlicher als das des Männchens. 
Stirn und Kehle sind grauweißlich. Der Oberkopf und der Nacken sind aschgrau. Von der Schnabelbasis verläuft ein sehr schmaler schwarzer Streif bis zum Auge. Mantel und Rücken sowie die Flügeldecken und Schwanzfedern sind hell braungrau. Die Handschwingen sind schwarz. Der Hals sowie die Brust sind blassgrau. Männchen haben hier einen rosa Schimmer, der bei den Weibchen fehlt. Der Bauch ist fast weiß. Der Schnabel ist bräunlichgrau. Die Füße sind rötlich. Die Iris ist graublau.

## Verbreitungsgebiet und Lebensweise
Das Verbreitungsgebiet des Picuitäubchens reicht vom Südosten Perus über Bolivien bis ins Zentralgebiet von Argentinien. In nordöstlicher Richtung kommt es in den Nordosten Brasiliens bis zur Atlantikküste vor. Am Südrand des Amazonasgebiets nimmt das Verbreitungsgebiet dieser Taubenart infolge von Rodungen zu. Die Höhenverbreitung reicht vom Tiefland bis in Höhen von 3.700 Meter über NN. Es ist eine weit verbreitete und gebietsweise häufige Taubenart. 
Der Lebensraum des Picuitäubchen sind aride und semiaride Habitate. Besiedelt wird Strauchsavanne, offenes Grasland und landwirtschaftliche Nutzflächen. In weiten Teilen seines Verbreitungsgebietes erschließt sich das Picuitäubchen zunehmend auch menschlichen Siedlungsraum als Lebensraum. Die Art ist überwiegend bodenbewohnend. Meist sucht sie in kleinen Trupps auf dem Boden nach Nahrung. Die Nahrung besteht überwiegend aus Sämereien. Von den landwirtschaftlichen Nutzpflanzen werden überwiegend die Samen von Sorghum gerne gefressen. Die Fortpflanzungszeit variiert mit dem Verbreitungsgebiet. In Bolivien brütet das Picuitäubchen im Zeitraum September bis April; in Argentinien beginnt die Brutzeit im Oktober und endet gleichfalls im April. Im Nordosten Brasiliens ziehen Picuitäubchen bis zu zwei Bruten in einem Jahr hoch. In anderen Teilen des Verbreitungsgebietes kommt es nur zu einem Gelege pro Jahr. Das Nest wird in niedriger Höhe in Sträuchern oder bedornten kleinen Bäumen errichtet. Das Gelege besteht aus zwei Eiern. Beide Elternvögel brüten. Die Brutzeit beträgt elf bis 13 Tage. Die Jungvögel verlassen nach zwölf bis 13 Tagen das Nest.

## Haltung in menschlicher Obhut
Das Picuitäubchen wird nur verhältnismäßig selten importiert und spielt daher in der Wildtaubenhaltung nur eine geringe Rolle. Es wurde erstmals 1853 im Zoo von Amsterdam gezeigt. Die Erstzucht gelang 1905 in Deutschland.

## Belege